# Franco Ballerini
Franco Ballerini (Firenze, 11 dicembre 1964 – Pistoia, 7 febbraio 2010) è stato un ciclista su strada e dirigente sportivo italiano.

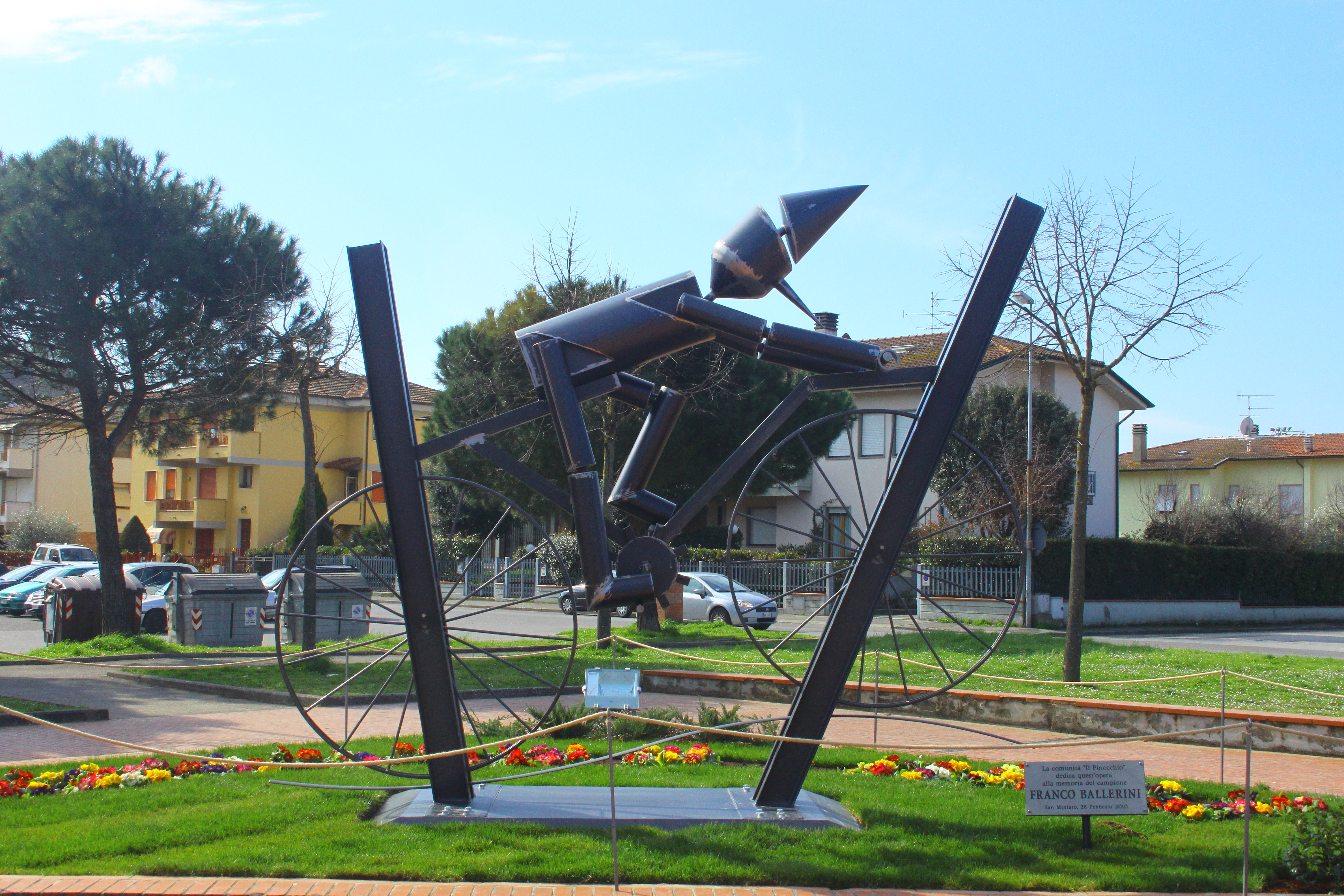
Monumento in memoria di Ballerini a San Miniato Basso

Professionista dal 1986 al 2001, vinse due volte la Parigi-Roubaix e una volta il Grand Prix des Amériques, allora prova di coppa del mondo. Fu commissario tecnico della Nazionale italiana maschile di ciclismo su strada dal 1º agosto 2001 fino al giorno della sua morte.

## Carriera

### Ciclista professionista
Professionista dal 1986 al 2001, si "innamorò" della classica Parigi-Roubaix, alla quale partecipò per la prima volta nel 1989, cui di fatto dedicò la sua carriera riuscendo a vincerla per due volte, nel 1995 e nel 1998, dopo che già nel 1993 si era visto soffiare la vittoria in volata dal francese Gilbert Duclos-Lassalle: complessivamente, oltre alle due affermazioni, collezionò alla Parigi-Roubaix un secondo posto, un terzo, un quinto e un sesto. La passione per questa grande classica del nord gli ha valso la cittadinanza onoraria dalla città di Roubaix.
Nel 2001 i tifosi francesi accolsero il suo ingresso nel velodromo di Roubaix con una vera e propria ovazione, benché fosse solo 32º: all'arrivo si tolse la giacchetta scoprendo la sottomaglia sulla quale campeggiava la scritta “Merci Roubaix” (Grazie Roubaix). Fu quella la sua tredicesima e ultima partecipazione, nonché l'ultima gara della sua carriera.
Tra le altre sue affermazioni, la Tre Valli Varesine nel 1987, la Parigi-Bruxelles e il Grand Prix des Amériques, gara di coppa del mondo, del 1990, mentre a causa di problemi di allergia, non poté mai impegnarsi a fondo nelle grandi corse a tappe. Conta tre partecipazioni al Giro d'Italia con una vittoria di tappa, la Torino-Morbegno dell'edizione 1991, vinta in volata dopo una lunga fuga.
Oltre ai successi e ai piazzamenti alla Roubaix, ha chiuso sul podio altre due classiche monumento, giungendo terzo al Giro di Lombardia 1991 e al Giro delle Fiandre 1997.
Nel 1995 fu insignito del premio "Sportivo più" a Barile di Pistoia, per le sue doti morali. Fu anche testimonial solidale per SOS Villaggi dei Bambini.
In sedici stagioni da professionista vinse sedici corse e due circuiti.

### Commissario tecnico
Ad agosto 2001, pochi mesi dopo l'abbandono delle competizioni, gli fu affidata la nazionale di ciclismo su strada, che guidò alla vittoria in quattro campionati mondiali (con Mario Cipollini, 2002; Paolo Bettini, 2006 e 2007; Alessandro Ballan, 2008) e alla prova in linea ai giochi olimpici del 2004, di nuovo con Paolo Bettini; a parte le citate vittorie ottenne anche altri importanti piazzamenti come il secondo posto al mondiale su strada 2001, ancora con Bettini; il terzo posto al mondiale su strada 2004 con Luca Paolini e il secondo posto al citato mondiale su strada 2008 con Damiano Cunego.

### Morte e memoria
Appassionato di auto, il 7 febbraio 2010 morì in seguito ad un incidente durante il Rally Ronde di Larciano, mentre faceva da navigatore al pilota toscano Alessandro Ciardi. L'auto su cui i due viaggiavano, una Renault New Clio Sport R3, si schiantò violentemente contro un muro in località Case al Vento - via S.Baronto nel comune di Serravalle Pistoiese. 
Sul punto dell'incidente è presente una sua foto e una piccola statuetta a forma di ciclista. Trasportato d'urgenza all'ospedale di Pistoia, morì per gravi lesioni cerebrali e fratture alla base cranica, oltre a quelle riportate al torace e alla gamba sinistra.
A Franco Ballerini, dal 2014, è intitolato il team juniores pistoiese di San Baronto Team Franco Ballerini Albion. Inoltre, nel 1990, nacque, ed era a lui dedicata, la società ciclistica amatoriale mugellana "1° Club Franco Ballerini".

## Palmarès
- 1984 (Dilettanti)

Gran Premio Sportivi di Poggio alla Cavalla
- 1985 (Dilettanti)

Gran Premio Vivaisti Cenaiesi
Coppa Bologna
- 1987 (Magniflex, una vittoria)

Tre Valli Varesine
- 1988 (Del Tongo, una vittoria)

2ª prova Gran Premio Sanson
- 1989 (Malvor, una vittoria)

Gran Premio Città di Camaiore
- 1990 (Del Tongo, quattro vittorie)

Giro di Campania
Parigi-Bruxelles
Grand Prix des Amériques
Giro del Piemonte
- 1991 (Del Tongo, due vittorie)

Giro di Romagna
14ª tappa Giro d'Italia (Torino > Morbegno)
- 1995 (Mapei, due vittorie)

Omloop Het Volk
Parigi-Roubaix
- 1996 (Mapei, tre vittorie)

Grand Prix de Wallonie
5ª tappa Giro d'Austria (Schöder > Villach)
Amsterdam Rai Derny Race
- 1998 (Mapei, una vittoria)

Parigi-Roubaix

### Altri successi
- 1989 (Malvor)

Circuito di Fivizzano
- 1990 (Del Tongo)

Circuito di Sesto Fiorentino
- 1992 (GB-MG)

4ª tappa Tour de France (Libourne > Libourne, cronosquadre)
- 1993 (GB-MG)

2ª tappa, 1ª semitappa Hofbrau Cup (Enzklösterle, cronosquadre)

## Piazzamenti

### Grandi Giri
- Giro d'Italia

1987: 124º
1990: 109º
1991: non partito (20ª tappa)
1994: ritirato (7ª tappa)
- Tour de France

1992: 115º
1993: 61º
1998: ritirato (16ª tappa)
- Vuelta a España

1992: non partito (12ª tappa)
1997: 97º

### Classiche monumento
- Milano-Sanremo

1988: ritirato
1989: 62º
1990: 66º
1991: 26º
1992: 27º
1993: 7º
1994: 17º
1995: 47º
1996: 67º
1997: 30º
1998: 58º
1999: 43º
2000: 168º
- Giro delle Fiandre

1989: 61º
1990: 10º
1991: 8º
1992: 9º
1993: 6º
1994: 4º
1995: 10º
1996: 18º
1997: 3º
1998: 8º
1999: 11º
2000: 29º
2001: 42º
- Parigi-Roubaix

1989: 34º
1990: 19º
1991: 5º
1992: 11º
1993: 2º
1994: 3º
1995: vincitore
1996: 5º
1997: 24º
1998: vincitore
1999: 11º
2000: 8º
2001: 32º
- Liegi-Bastogne-Liegi

1990: 81º
1991: 38º
1993: 21º
1994: 12º
1997: 35º
1998: 37º
1999: 45º
2000: 100º
- Giro di Lombardia

1986: 25º
1989: 10º
1990: 11º
1991: 3º
1993: 68º
1997: 19º
2000: 48º

### Competizioni mondiali
- Campionati del mondo

Ronse (Renaix) 1988 - In linea: 64º
Chambéry 1989 - In linea: ritirato
Utsunomiya 1990 - In linea: 47º
Stoccarda 1991 - In linea: 12º